# Emma Villas Volley 2024-2025
Questa voce raccoglie le informazioni riguardanti l'Emma Villas Volley nelle competizioni ufficiali della stagione 2024-2025.

## Stagione
Nella stagione 2024-25 l'Emma Villas Volley assume la denominazione sponsorizzata di Emma Villas Siena.
Partecipa per l'ottava volta, la seconda consecutiva, al campionato di Serie A2 terminando la regular season al sesto posto in classifica. Nei play-off promozione giunge fino alle semifinali dove viene eliminata dall'Atlantide Brescia.
Dopo il termine del campionato partecipa alla Coppa Italia di Serie A2 venendo esclusa nei quarti di finale dal Prata.

## Organigramma societario
Area direttiva
- Presidente: Giammarco Bisogno
- Vicepresidente esecutivo: Fabio Mechini
- Direttore generale: Fabio Mechini

Area tecnica
- Allenatore: Gianluca Graziosi
- Allenatore in seconda: Marco Monaci
- Scout man: Daniele Panfili

Area comunicazione
- Responsabile Comunicazione: Gennaro Groppa
- Addetto stampa: Gennaro Groppa
- Social media manager: Alessandro Bracali
- Fotografo: Paolo Lazzeroni

Area marketing
- Direttore marketing e commerciale: Vittorio Angelaccio

Area sanitaria
- Medico sociale: Flavio D'Ascenzi
- Preparatore atletico: Matteo Marsiglietti
- Fisioterapista: Francesco Alfatti, Antonella Petri
- Staff medico: Alessandro Buoncompagni, Domenico D'Elia, Riccardo Mei, Mauro Picchi

## Rosa
| N° | Nome                | Ruolo | Data di nascita   | Nazionalità sportiva |
| -- | ------------------- | ----- | ----------------- | -------------------- |
| 2  | Stefano Trillini    | C     | 9 agosto 1999     | Italia               |
| 3  | Thomas Nevot        | P     | 30 aprile 1995    | Francia              |
| 4  | Federico Bonami     | L     | 29 settembre 1993 | Italia               |
| 5  | Pietro Melato       | P     | 20 maggio 2004    | Italia               |
| 6  | Martin Coser        | L     | 26 marzo 2004     | Italia               |
| 9  | Alan Araújo         | S     | 3 gennaio 1995    | Brasile              |
| 10 | Matteo Alpini       | S     | 24 agosto 2001    | Italia               |
| 11 | Gabriele Nelli      | O     | 4 dicembre 1993   | Italia               |
| 13 | Andrea Rossi        | C     | 14 febbraio 1989  | Italia               |
| 15 | Federico Pellegrini | S     | 29 luglio 2004    | Italia               |
| 18 | Luigi Randazzo      | S     | 30 aprile 1994    | Italia               |
| 22 | Victorio Ceban      | C     | 22 novembre 2001  | Italia               |
| 77 | Claudio Cattaneo    | S     | 13 novembre 1997  | Italia               |

## Mercato
| Acquisti | Acquisti         | Acquisti             | Acquisti   |
| R.       | Nome             | da                   | Modalità   |
| -------- | ---------------- | -------------------- | ---------- |
| S        | Matteo Alpini    | Prato                | definitivo |
| S        | Alan Araújo      | BVC                  | definitivo |
| S        | Claudio Cattaneo | M&G                  | definitivo |
| C        | Victorio Ceban   | New Mater            | definitivo |
| P        | Pietro Melato    | Modena               | definitivo |
| O        | Gabriele Nelli   | Trentino             | definitivo |
| S        | Luigi Randazzo   | Saturnia Acicastello | definitivo |
| C        | Andrea Rossi     | Cisterna             | definitivo |

| Cessioni | Cessioni         | Cessioni          | Cessioni   |
| R.       | Nome             | a                 | Modalità   |
| -------- | ---------------- | ----------------- | ---------- |
| C        | Alessandro Acuti | Virtus Fano       | definitivo |
| C        | Riccardo Copelli | Porto Robur Costa | definitivo |
| P        | Azaria Gonzi     | ?                 | ?          |
| C        | Mathia Ivanov    | Bari              | definitivo |
| O        | Matheus Krauchuk | Qatar SC          | definitivo |
| S        | Sebastiano Milan | New Gioia         | definitivo |
| O        | Mattia Picuno    | Grottaglie        | definitivo |
| S        | Marco Pierotti   | Cannes            | definitivo |
| S        | Alessio Tallone  | Porto Robur Costa | definitivo |

## Risultati

### Serie A2

#### Andata
| 1ª Giornata - 6 ottobre 2024 PalaMensSana, Siena                       | Emma Villas       | 3 - 0 | Virtus Aversa        | 25-15, 25-21, 29-27               |
| 2ª Giornata - 13 ottobre 2024 Pala Santa Maria, Pineto                 | Pineto            | 2 - 3 | Emma Villas          | 25-23, 31-29, 19-25, 20-25, 12-15 |
| 3ª Giornata - 22 ottobre 2024 PalaDeAndré, Ravenna                     | Porto Robur Costa | 3 - 0 | Emma Villas          | 25-19, 25-18, 25-21               |
| 4ª Giornata - 27 ottobre 2024 PalaMensSana, Siena                      | Emma Villas       | 2 - 3 | Atlantide Brescia    | 25-23, 25-20, 25-27, 20-25, 10-15 |
| 5ª Giornata - 31 ottobre 2024 PalaFontescodella, Macerata              | Macerata          | 3 - 0 | Emma Villas          | 25-21, 29-27, 29-27               |
| 6ª Giornata - 3 novembre 2024 PalaMensSana, Siena                      | Emma Villas       | 2 - 3 | Cuneo                | 25-22, 19-25, 28-26, 22-25, 15-17 |
| 7ª Giornata - 10 novembre 2024 PalaMensSana, Siena                     | Emma Villas       | 3 - 1 | Porto Viro           | 22-25, 25-17, 25-20, 25-22        |
| 8ª Giornata - 17 novembre 2024 PalaPrata, Prata di Pordenone           | Prata             | 3 - 1 | Emma Villas          | 29-27, 25-23, 32-34, 25-22        |
| 9ª Giornata - 24 novembre 2024 PalaMensSana, Siena                     | Emma Villas       | 3 - 0 | Saturnia Acicastello | 25-21, 25-21, 25-20               |
| 10ª Giornata - 1º dicembre 2024 Pala Francescucci, Casnate con Bernate | Libertas Brianza  | 3 - 0 | Emma Villas          | 25-18, 28-26, 26-24               |
| 11ª Giornata - 8 dicembre 2024 PalaMensSana, Siena                     | Emma Villas       | 3 - 0 | Franco Tigano        | 25-20, 25-14, 25-22               |
| 12ª Giornata - 15 dicembre 2024 PalaAllende, Fano                      | Virtus Fano       | 3 - 0 | Emma Villas          | 30-28, 26-24, 25-23               |
| 13ª Giornata - 21 dicembre 2024 PalaMensSana, Siena                    | Emma Villas       | 3 - 1 | Tricolore            | 25-16, 25-19, 22-25, 25-18        |

#### Ritorno
| 14ª Giornata - 26 dicembre 2024 PalaJacazzi, Aversa               | Virtus Aversa        | 1 - 3 | Emma Villas       | 24-26, 20-25, 25-19, 18-25        |
| 15ª Giornata - 29 dicembre 2024 PalaMensSana, Siena               | Emma Villas          | 3 - 0 | Pineto            | 25-12, 25-18, 25-17               |
| 16ª Giornata - 6 gennaio 2025 PalaMensSana, Siena                 | Emma Villas          | 0 - 3 | Porto Robur Costa | 20-25, 28-30, 18-25               |
| 17ª Giornata - 12 gennaio 2025 PalaSanFilippo, Brescia            | Atlantide Brescia    | 3 - 1 | Emma Villas       | 23-25, 25-23, 25-14, 25-22        |
| 18ª Giornata - 19 gennaio 2025 PalaMensSana, Siena                | Emma Villas          | 1 - 3 | Macerata          | 25-21, 19-25, 24-26, 21-25        |
| 19ª Giornata - 26 gennaio 2025 PalaCastagnaretta, Cuneo           | Cuneo                | 1 - 3 | Emma Villas       | 25-21, 22-25, 23-25, 23-25        |
| 20ª Giornata - 2 febbraio 2025 Palazzetto dello Sport, Porto Viro | Porto Viro           | 2 - 3 | Emma Villas       | 25-19, 25-14, 25-27, 20-25, 12-15 |
| 21ª Giornata - 9 febbraio 2025 PalaMensSana, Siena                | Emma Villas          | 3 - 2 | Prata             | 23-25, 33-31, 21-25, 25-14, 15-8  |
| 22ª Giornata - 15 febbraio 2025 PalaCatania, Catania              | Saturnia Acicastello | 2 - 3 | Emma Villas       | 20-25, 25-21, 25-21, 15-25, 11-15 |
| 23ª Giornata - 23 febbraio 2025 PalaMensSana, Siena               | Emma Villas          | 3 - 0 | Libertas Brianza  | 25-19, 25-21, 26-24               |
| 24ª Giornata - 1º marzo 2025 PalaSurace, Palmi                    | Franco Tigano        | 1 - 3 | Emma Villas       | 30-32, 25-20, 18-25, 19-25        |
| 25ª Giornata - 9 marzo 2025 PalaMensSana, Siena                   | Emma Villas          | 3 - 0 | Virtus Fano       | 25-16, 25-20, 25-16               |
| 26ª Giornata - 16 marzo 2025 PalaBigi, Reggio nell'Emilia         | Tricolore            | 1 - 3 | Emma Villas       | 27-29, 25-22, 20-25, 23-25        |

#### Play-off promozione
| Quarti di finale (gara 1) - 23 marzo 2025 PalaCosta, Ravenna  | Porto Robur Costa | 1 - 3 | Emma Villas       | 25-20, 20-25, 18-25, 23-25        |
| Quarti di finale (gara 2) - 30 marzo 2025 PalaMensSana, Siena | Emma Villas       | 3 - 2 | Porto Robur Costa | 22-25, 25-20, 25-23, 21-25, 15-13 |
| Semifinali (gara 1) - 6 aprile 2025 PalaSanFilippo, Brescia   | Atlantide Brescia | 3 - 2 | Emma Villas       | 23-25, 25-17, 25-18, 20-25, 15-12 |
| Semifinali (gara 2) - 13 aprile 2025 PalaMensSana, Siena      | Emma Villas       | 3 - 1 | Atlantide Brescia | 25-21, 20-25, 25-22, 25-20        |
| Semifinali (gara 3) - 16 aprile 2025 PalaSanFilippo, Brescia  | Atlantide Brescia | 3 - 1 | Emma Villas       | 26-24, 19-25, 25-23, 25-22        |

### Coppa Italia di Serie A2
| Quarti di finale - 1º maggio 2025 PalaPrata, Prata di Pordenone | Prata | 3 - 0 | Emma Villas | 25-20, 25-18, 25-18 |

## Statistiche

### Statistiche di squadra
| Competizione             | Punti | In casa | In casa | In casa | In trasferta | In trasferta | In trasferta | Totale | Totale | Totale |
| Competizione             | Punti | G       | V       | P       | G            | V            | P            | G      | V      | P      |
| ------------------------ | ----- | ------- | ------- | ------- | ------------ | ------------ | ------------ | ------ | ------ | ------ |
| Serie A2                 | 46    | 15      | 11      | 4       | 16           | 8            | 8            | 31     | 19     | 12     |
| Coppa Italia di Serie A2 |       | 0       | 0       | 0       | 1            | 0            | 1            | 1      | 0      | 1      |
| Totale                   | -     | 15      | 11      | 4       | 17           | 8            | 9            | 32     | 19     | 13     |

G = partite giocate; V = partite vinte; P = partite perse 

### Statistiche dei giocatori
| Giocatore     | Serie A2 | Serie A2 | Serie A2 | Serie A2 | Serie A2 | Coppa Italia di Serie A2 | Coppa Italia di Serie A2 | Coppa Italia di Serie A2 | Coppa Italia di Serie A2 | Coppa Italia di Serie A2 | Totale | Totale | Totale | Totale | Totale |
| Giocatore     | P        | PT       | AV       | MV       | BV       | P                        | PT                       | AV                       | MV                       | BV                       | P      | PT     | AV     | MV     | BV     |
| ------------- | -------- | -------- | -------- | -------- | -------- | ------------------------ | ------------------------ | ------------------------ | ------------------------ | ------------------------ | ------ | ------ | ------ | ------ | ------ |
| M. Alpini     | 13       | 14       | 11       | 3        | 0        | 1                        | 0                        | 0                        | 0                        | 0                        | 14     | 14     | 11     | 3      | 0      |
| A. Araújo     | 19       | 92       | 82       | 7        | 3        | 1                        | 1                        | 1                        | 0                        | 0                        | 20     | 93     | 83     | 7      | 3      |
| F. Bonami     | 31       | 0        | 0        | 0        | 0        | 1                        | 0                        | 0                        | 0                        | 0                        | 32     | 0      | 0      | 0      | 0      |
| C. Cattaneo   | 31       | 361      | 313      | 30       | 19       | 1                        | 2                        | 2                        | 0                        | 0                        | 32     | 363    | 315    | 30     | 19     |
| V. Ceban      | 25       | 61       | 35       | 23       | 3        | 1                        | 5                        | 3                        | 1                        | 1                        | 26     | 66     | 38     | 24     | 4      |
| M. Coser      | 16       | 0        | 0        | 0        | 0        | 0                        | 0                        | 0                        | 0                        | 0                        | 16     | 0      | 0      | 0      | 0      |
| P. Melato     | 19       | 4        | 0        | 1        | 3        | 1                        | 0                        | 0                        | 0                        | 0                        | 20     | 4      | 0      | 1      | 3      |
| G. Nelli      | 27       | 536      | 433      | 41       | 62       | 1                        | 7                        | 6                        | 0                        | 1                        | 28     | 543    | 439    | 41     | 63     |
| T. Nevot      | 31       | 80       | 32       | 26       | 22       | 1                        | 1                        | 0                        | 0                        | 1                        | 32     | 81     | 32     | 26     | 23     |
| F. Pellegrini | 6        | 0        | 0        | 0        | 0        | 1                        | 0                        | 0                        | 0                        | 0                        | 7      | 0      | 0      | 0      | 0      |
| L. Randazzo   | 30       | 459      | 408      | 31       | 20       | 1                        | 9                        | 8                        | 1                        | 0                        | 31     | 468    | 416    | 32     | 20     |
| A. Rossi      | 24       | 122      | 81       | 36       | 5        | 0                        | 0                        | 0                        | 0                        | 0                        | 24     | 122    | 81     | 36     | 5      |
| S. Trillini   | 31       | 224      | 144      | 69       | 11       | 1                        | 3                        | 2                        | 1                        | 0                        | 32     | 227    | 146    | 70     | 11     |

P = presenze; PT = punti totali; AV = attacchi vincenti; MV = muri vincenti; BV = battute vincenti